# 梅原郁
梅原郁（日语：／ Umehara Kaoru */?，1934年1月1日—2020年5月3日），男，日本中国史学家，京都大学名誉教授。

## 生平
1934年生于京都，父亲是考古学家梅原末治。1957年毕业于京都大学文学部史学科东洋史学专业。1962年完成京都大学大学院文学研究科博士课程。历任神户学院大学助教授、京都大学人文科学研究所助教授、教授。1986年以《宋代官僚制度研究》获文学博士学位。1997年退休，成为京都大学名誉教授，就实女子大学教授。2005年离休。
2010年以《宋代司法制度研究》获日本学士院奖。2012年获瑞宝中綬章。2020年5月3日病逝。

## 学术成就
主要研究中国宋代史，也研究元、明、清朝法制史。译有《梦溪笔谈》《东京梦华录》《名公書判清明集》《宋名臣言行录》等。是东洋史研究会会员。

## 出版物
- . 中国人物叢書. 人物往来社. 1966年.
- . 講談社. 1977年5月.
- . 同朋舎出版. 1985年2月.
- . 白帝社. 2003年11月.
- . 創文社. 2006年12月. ISBN 9784423740934.